# The Remixes (Shakira-album)
A The Remixes Shakira kolumbiai énekesnő negyedik albuma. 1997. október 21-én jelent meg.

## Számlista
1. Shakira DJ Memêgamix  (Ochoa, Shakira) – 6:20
2. Estoy Aquí (Extended Remix) (Ochoa, Shakira) – 9:30
3. Estoy Aquí (Português) (Ochoa, Shakira) – 3:52
4. Donde Estas Corazon (Dance Remix) (Ochoa, Shakira) – 8:08
5. Un Poco de Amor (Extended Dancehall) (Ochoa, Shakira) – 5:47
6. Um Poco de Amor (Português) (Ochoa, Shakira) – 3:54
7. Pies Descalzos, Sueños Blancos (Memê’s Super Club Mix) (Ochoa, Shakira) – 7:24
8. Pies Descalzos, Sueños Blancos (Português) (Ochoa, Shakira) – 3:24
9. Estoy Aquí (Timbalero Dub) (Ochoa, Shakira) – 6:06
10. Donde Estas Corazon (Dub-A-Pella Mix) (Ochoa, Shakira) – 6:39
11. Un Poco De Amor (Memê’s Jazz Experience) (Ochoa, Shakira) – 4:41
12. Pies Descalzos, Sueños Blancos (The Timbalero Dub 97) (Ochoa, Shakira) – 6:38